# Zeroville
Zeroville es una película estadounidense de comedia dramática dirigida por James Franco, basada en la novela de 2007 del mismo nombre de Steve Erickson. La película es protagonizada por Franco, Seth Rogen, Jacki Weaver, Megan Fox, Jamie Costa, Will Ferrell y Danny McBride. El rodaje comenzó el 24 de octubre de 2014 en Los Ángeles. Está previsto que sea estrenada el 6 de septiembre de 2019.

## Sinopsis
Un seminarista llamado Vikar adora el cine y llega a Hollywood el 9 de agosto de 1969. Después de ser brevemente sospechoso de complicidad en los asesinatos de Tate-LaBianca, que ocurrieron el mismo día, Vikar acepta un trabajo en Paramount Studios, donde conoce al editor de cine Dotty Langer. Dotty detecta potencial en Vikar y le presenta a un ejecutivo de estudio conocido únicamente como Viking Man. Vikar y Viking Man asisten a una fiesta en Hollywood, donde Vikar conoce a la actriz Soledad Paladin, a quien siente haber visto antes.
Cuando Vikar muestra talento para la edición, un excéntrico productor cantante llamado Rondell contrata a Vikar para editar la última película de Soledad. A medida que Vikar se involucra más en la industria, se obsesiona con la idea de una "película secreta", partes de las cuales se esconden dentro de cada película jamás realizada.

## Reparto
- James Franco: Vikar.
- Megan Fox: Soledad Paladin.
- Seth Rogen: un vikingo.
- Jacki Weaver: Dotty.
- Will Ferrell: Rondell.
- Danny McBride: un financiero.
- Dave Franco: Montgomery Clift.
- Craig Robinson: un ladrón.
- Joey King: Zazi.
- Horatio Sanz: Francis Ford Coppola.
- Scott Haze: Charles Manson.
- Stewart Strauss: Dennis Hopper.
- Thaila Ayala: Maria.
- Jamie Costa (voz).

## Producción
En marzo del 2011, la novela de Steve Erickson fue elegida por el actor James Franco para una película. El 24 de octubre de 2014, el elenco se unió a la película, incluyendo a Seth Rogen, Jacki Weaver, Megan Fox, Will Ferrell, Jamie Costa, Danny McBride, Dave Franco, Craig Robinson, Joey King y Horatio Sanz.

### Rodaje
La fotografía principal de la película comenzó el 24 de octubre de 2014 en Los Ángeles, California. La filmación también tuvo lugar en Pasadena en noviembre.

## Estreno
El 12 de septiembre de 2015, se anunció que Alchemy había adquirido los derechos de distribución de la película en los Estados Unidos. Sin embargo, la compañía se declaró en bancarrota, dejando la película sin un distribuidor. En abril de 2019, se anunció que myCinema había adquirido los derechos de distribución de la película, estableciendo su estreno en septiembre de 2019.